# Пую, Анатолий Степанович
Анато́лий Степа́нович Пу́ю (род. 14 сентября 1959, Молдавская ССР) — российский социолог, заведующий кафедрой международной журналистики СПбГУ. Доктор социологических наук, профессор. Директор Института «Высшая школа журналистики и массовых коммуникаций» Санкт-Петербургского государственного университета (с 2012). Область научных и профессиональных интересов: политическая журналистика, западноевропейская журналистика; информационная логистика и международная безопасность.

## Биография
После окончания средней школы работал учителем русского языка. В 1977 году поступил в Кишиневский государственный университет на факультет иностранных языков, специализируясь на изучении французского и испанского языков. Отслужив в рядах Вооруженных Сил, в 1981 году поступил на отделение научного коммунизма философского факультета Ленинградского государственного университета. В студенческие годы занимался общественной работой, отвечал в комитете комсомола факультета за патриотическую работу. После окончания университета в 1986 году поступил в аспирантуру философского факультета, где под руководством профессора О. М. Соловьёва 18 мая 1989 года защитил кандидатскую диссертацию «Государственная форма социалистического самоуправления» (официальные оппоненты К. К. Вавилов и Л. И. Евсеева) и начал работать в Санкт-Петербургском государственном университете ассистентом, доцентом кафедры политических институтов и прикладных политических исследований. Там же трудились такие люди, как профессор О. М. Соловьёв, его учитель, наставник и друг профессор Д. 3. Мутагиров, А. О. Бороноев, Г. П. Артёмов и др. С 1992 по 1995 год находится в докторантуре философского факультета, в 1995 году защитил в СПбГУ докторскую диссертацию «Политический плюрализм: опыт Франции» на соискание степени доктора социологических наук. Активная научно-исследовательская работа позволила А. С. Пую в 37 лет стать действительным членом Академии политических наук. С 1997 года работает заведующим кафедрой международной журналистики Санкт-Петербургского государственного университета. С помощью своих коллег на базе кафедры открывал отделение международной журналистики.
В 2010—2011 годах был деканом факультета журналистики. Анатолий Степанович Пую продолжает исследования в области информации и международной безопасности, а также политической журналистики. Под его руководством на факультете действует Международный научно-практический семинар «Век информации». Занимаясь проблемами реализации политической власти в странах Западной Европы, Анатолий Степанович опубликовал 4 монографии, в которых раскрывается опыт становления плюрализма. Член диссертационных советов СПбГУ; заместитель председателя экспертного совета ВАК РФ по политологии (с 2018).
Вице-президент национальной ассоциации массмедиа исследователей НАММИ. Член рабочих групп по разработке программы по профилю магистратуры «Russian Media Studies» на английском языке. Член редакционной коллегии журналов «Журналист» и «Социальные коммуникации», а также редакционного совета электронного журнала факультета журналистики МГУ «Медиаскоп». Входил в состав редакционной коллегии научного журнала «Вестник Санкт-Петербургского университета».
В настоящее время также — профессор факультета журналистики Московского государственного университета им. М. В. Ломоносова, руководитель магистерской программы Санкт-Петербургского государственного университета «Медиаменеджмент» (с 2005 года), эксперт Российской ассоциации политической науки (РАПН), руководитель международной магистерской программы факультета журналистики МГУ «Цифровые медиа в межнациональных коммуникациях».
Читает курсы «Современная международная журналистика», «История зарубежной журналистики», «Теория и практика международной журналистики».
Стажировался во Франции, Дании, Германии и Румынии. Владеет французским и румынским языками.
Под руководством проф. А. С. Пую защищено 25 кандидатских и 6 докторских диссертаций, более 30 дипломных работ бакалавров и магистров.
В марте 2022 года подписал обращение сотрудников СПбГУ в поддержку российского вторжения в Украину.

## Награды и звания
- Благодарность Президента Российской Федерации (19 августа 2024 года) — за заслуги в научно-педагогической деятельности, подготовке высококвалифицированных специалистов и многолетнюю добросовестную работу[3].
- Благодарность Министра культуры и массовых коммуникаций Российской Федерации (24 апреля 2006 года) — за вклад в развитие журналистского образования и в связи с 60-летием факультета журналистики федерального государственного образовательного учреждения высшего профессионального образования «Санкт-Петербургский государственный университет»[4].
- Медаль «МПА СНГ. 25 лет» (27 марта 2017 года, Межпарламентская ассамблея СНГ) — за заслуги в деле развития и укрепления парламентаризма, за вклад в развитие и совершенствование правовых основ функционирования Содружества Независимых Государств, укрепление международных связей и межпарламентского сотрудничества[5].
- А. С. Пую награждён серебряной медалью Института русской литературы Российской академии наук, Почётным знаком Союза журналистов России «За заслуги перед профессиональным сообществом», Медалью Министерства внутренних дел Российской Федерации и Почетной грамотой Министерства образования и науки Российской Федерации. Имеет благодарности Министра культуры и массовых коммуникаций Российской Федерации «За вклад в развитие журналистского образования» и Губернатора Ленинградской области «За активную и многолетнюю работу по подготовке квалифицированных специалистов региональных средств массовой информации».

## Основные работы
Монографии, учебники, учебные пособия
- Медиакратия: современные теории и практики, под ред. Пую А. С., Бодруновой С. С. СПб.: Изд-во С.-Петерб. ун-та, 2013. 352 с.
- Арабские СМИ в Западной Европе: утверждение толерантности и диалога культур. СПб., 2012.
- Международное гуманитарное право: журналистика и права человека. СПб.: Филол. ф-т СПбГУ, 2012. 232 с. (в соавторстве с Н. С. Лабушем).
- Арабские СМИ в европейском медиапространстве: приглашение к диалогу культур. Учебное пособие. СПб., 2012. 150 с. (в соавторстве с Садыховой А. А.).
- Современная зарубежная журналистика (учебник), СПб. 2012.
- * Зарубежная журналистика в 2011 году: сб.статей / науч. ред. А. С. Пую, Е. С. Георгиева. СПб., 2012.
- Современная зарубежная журналистика: глобализация в практике западноевропейских СМИ : учебное пособие для студентов высших учебных заведений, обучающихся по направлению 030600 «Журналистика» и специальности 030601 «Журналистика» под ред. д.социол.н., проф. А. С. Пую. СПб.: Издательский Дом Санкт-Петербургского государственного университета, 2010, 423 с.
- Нормативно-правовые основы профессиональной деятельности журналиста. СПб., Роза мира, 2005. 139 с.
- Информационные технологии и терроризм: теория и современная практика. СПб., Роза мира", 2005, 147 с. (в соавторстве с Н. С. Лабушем, А. Ю. Евсеевым).
- Журналистика Франции: этатизм и плюрализм. СПб., Роза мира, 2003, 198 с.

Статьи в научных журналах
- Современное международное радиовещание на арабском языке: аудитория — весь мир // Вестник Санкт-Петербургского университета. Серия 9: Филология. Востоковедение. Журналистика. 2013, № 2. С. 236—244 (в соавторстве с А. А. Садыховой).
- Роль государственного управления в становлении и развитии печати арабских стран (XV — начало XIX в.) // Управленческое консультирование. 2012, № 3. C. 198—204 (в соавторстве с А. А. Садыховой).
- Арабское телевидение: от регионализации к глобализации // Вестник Московского университета. Серия 10. 2012. № 6. C. 8—23 (в соавторстве с А. А. Садыховой).
- Международное радиовещание на арабском языке: история и современность //Клио. Журнал для ученых. 2012. № 4 (64). С. 40—45 (в соавторстве с А. А. Садыховой).
- Media Masowe w przesrtzeni spoleczno — politycznej wspolczesnej Moldowy (на польском языке). Польша, Университет города Сосновец, 2007. С. 43—65.

Главы в коллективных монографиях и сборниках научных трудов
- Массмедиа российского мегаполиса: типология печатных СМИ (глава 3). СПб., Роза мира, 2009.